# José Martín Félix de Arrate y Acosta
José Martín Félix de Arrate y Acosta (La Habana, Cuba; 14 de enero de 1701-La Habana, Cuba; 23 de abril de 1765) fue un político y es considerado como el primer historiador cubano.
Inició sus estudios en La Habana y luego en México, donde estudia Leyes. Debido a sus lazos de consaguinidad con las familias nobles de La Habana, fue designado regidor perpetuo del ayuntamiento desde 1734. En 1752 fue nombrado alcalde ordinario de La Habana.
Durante la Toma de La Habana por los ingleses en 1762 se destacó por defender la ciudad a favor de España. Luego de la concesión de los ingleses en 1763, donde es devuelto Cuba a España, formó parte del cabildo extraordinario del 2 de julio en la que se recaudó dinero para pagar las deudas dejadas por la invasión.
Como historiador, su gran obra fue Llave del Nuevo Mundo. Antemural de las Indias Occidentales, del cual no se tiene el manuscrito original y fue publicado póstumamente en 1830 por la Real Sociedad Patriótica de La Habana y completada con una segunda parte en 1831. Se hicieron nuevas ediciones en 1876, 1949 y 1964 (esta última hecha por la UNESCO).
Llave del Nuevo Mundo es una descripción completa de la sociedad cubana del siglo XVIII y la obra abarca cinco puntos: geografía y naturaleza, economía, unciones de las autoridades y magistraturas, cronología civil y ecelesiástica, y una crónica cultural.
También publicó poemas y tragedias como El segundo robo de Elena, Novena al ínclito mártir San Ciriaco (publicado póstumamente en 1775) y el Informe al rey y a la Cámara de Castilla sobre la entrega de La Habana por don Juan de Prado a los ingleses (1763), que probablemente se encuentra en el Archivo General de Indias.